# Gallinula nesiotis
La gallineta de Tristán de Acuña (Gallinula nesiotis), también gallineta de Tristan, gallineta de Gough o gallereta de Gough, es una especie de ave extinta de la familia Rallidae. Era un ave no voladora.

## Distribución
Habitaba en la isla de Tristán de Acuña en el Atlántico Sur.  Era muy similar a Gallinula comeri de la isla Gough, ubicada a 650 km al sureste.
Para 1873 la población de la gallineta de Tristán de Acuña había disminuido sobremanera, y hacia 1895 se había extinguido como consecuencia de la caza, depredación por especies introducidas (ratas, gatos y cerdos) y destrucción del hábitat por fuego. Se han preservado unos pocos especímenes embalsamados, incluido uno en la Universidad de Harvard.